# Football Club Infonet Levadia 2023
Questa voce raccoglie le informazioni riguardanti il Football Club Infonet Levadia Tallinn nelle competizioni ufficiali della stagione 2023.

## Stagione
- In campionato il Levadia Tallinn termina al secondo posto (77 punti), dietro al Flora Tallinn (79) e davanti al  Kalev Tallinn (53).
- In coppa nazionale vince per l'11ª volta il titolo, battendo in finale 4-2 il Paide.
- In Conference League viene eliminato al primo turno dagli slovacchi dello Žilina (2-4 complessivo).

## Maglie e sponsor
La divisa casalinga era composta da una maglia verde smeraldo con inserti bianchi, pantaloncini bianchi con inserti verdi e calzettoni verdi con inserti bianchi. Quella da trasferta era invece composta da una maglia bianca con colletto e inserti verdi, pantaloncini verdi con inserti bianchi e calzettoni bianchi con inserti verdi.
| Casa | Trasferta |

## Rosa
| N. |                        | Ruolo | Calciatore                |
| -- | ---------------------- | ----- | ------------------------- |
| 1  | Estonia (bandiera)     | P     | Oliver Ani                |
| 2  | Danimarca (bandiera)   | D     | Michael Skjønning-Larsen  |
| 3  | Brasile (bandiera)     | D     | Heitor                    |
| 4  | Stati Uniti (bandiera) | C     | Vukashin Latinovich       |
| 5  | Estonia (bandiera)     | C     | Mark Oliver Roosnupp      |
| 6  | Estonia (bandiera)     | C     | Rasmus Peetson (capitano) |
| 7  | Estonia (bandiera)     | D     | Edgar Tur                 |
| 9  | Brasile (bandiera)     | A     | Felipe Felício            |
| 10 | Estonia (bandiera)     | A     | Ioan Yakovlev             |
| 11 | Estonia (bandiera)     | C     | Mihkel Ainsalu            |
| 14 | Ghana (bandiera)       | C     | Ernest Agyiri             |
| 15 | Slovenia (bandiera)    | C     | Til Mavretič              |
| 17 | Estonia (bandiera)     | A     | Henri Käblik              |
| 18 | Azerbaigian (bandiera) | C     | Murad Veliyev             |

| N. |                    | Ruolo | Calciatore           |
| -- | ------------------ | ----- | -------------------- |
| 19 | Estonia (bandiera) | A     | Robert Kirss         |
| 20 | Camerun (bandiera) | A     | Guy Mollo Bessala    |
| 22 | Estonia (bandiera) | C     | Artur Sakarias       |
| 23 | Estonia (bandiera) | C     | Henri Välja          |
| 24 | Russia (bandiera)  | C     | Aleksandr Zakarljuka |
| 26 | Mali (bandiera)    | D     | Bourama Fomba        |
| 29 | Estonia (bandiera) | C     | Nikita Vassiljev     |
| 30 | Estonia (bandiera) | C     | Brent Lepistu        |
| 36 | Brasile (bandiera) | C     | João Pedro           |
| 45 | Estonia (bandiera) | D     | Henri Järvelaid      |
| 50 | Estonia (bandiera) | D     | Patrik Kristal       |
| 91 | Russia (bandiera)  | P     | Maksim Pavlov        |
| 97 | Ucraina (bandiera) | A     | Illya Markovskyi     |
| 99 | Estonia (bandiera) | P     | Karl Andre Vallner   |